# 176-я улица (линия Джером-авеню, Ай-ар-ти)
|   |   |   |   |   |
| · | · | · | · | · |

|   |   |   |   |   |
| · | · | · | · | · |

«176-я улица» (англ. 176th Street) — станция Нью-Йоркского метрополитена, расположенная на линии Джером-авеню, Ай-ар-ти.  На станции останавливается маршрут 4 (круглосуточно). Она представлена двумя боковыми платформами, обслуживающими два локальных пути.
Станция была открыта 2 июня 1917 года. Через станцию проходят три пути — два локальных и один экспресс, который сегодня используется поездами, уходящими в депо «Джером» в часы пик (эту станцию они проходят без остановки с пассажирами, пассажиры высаживаются на станции Бернсайд-авеню).

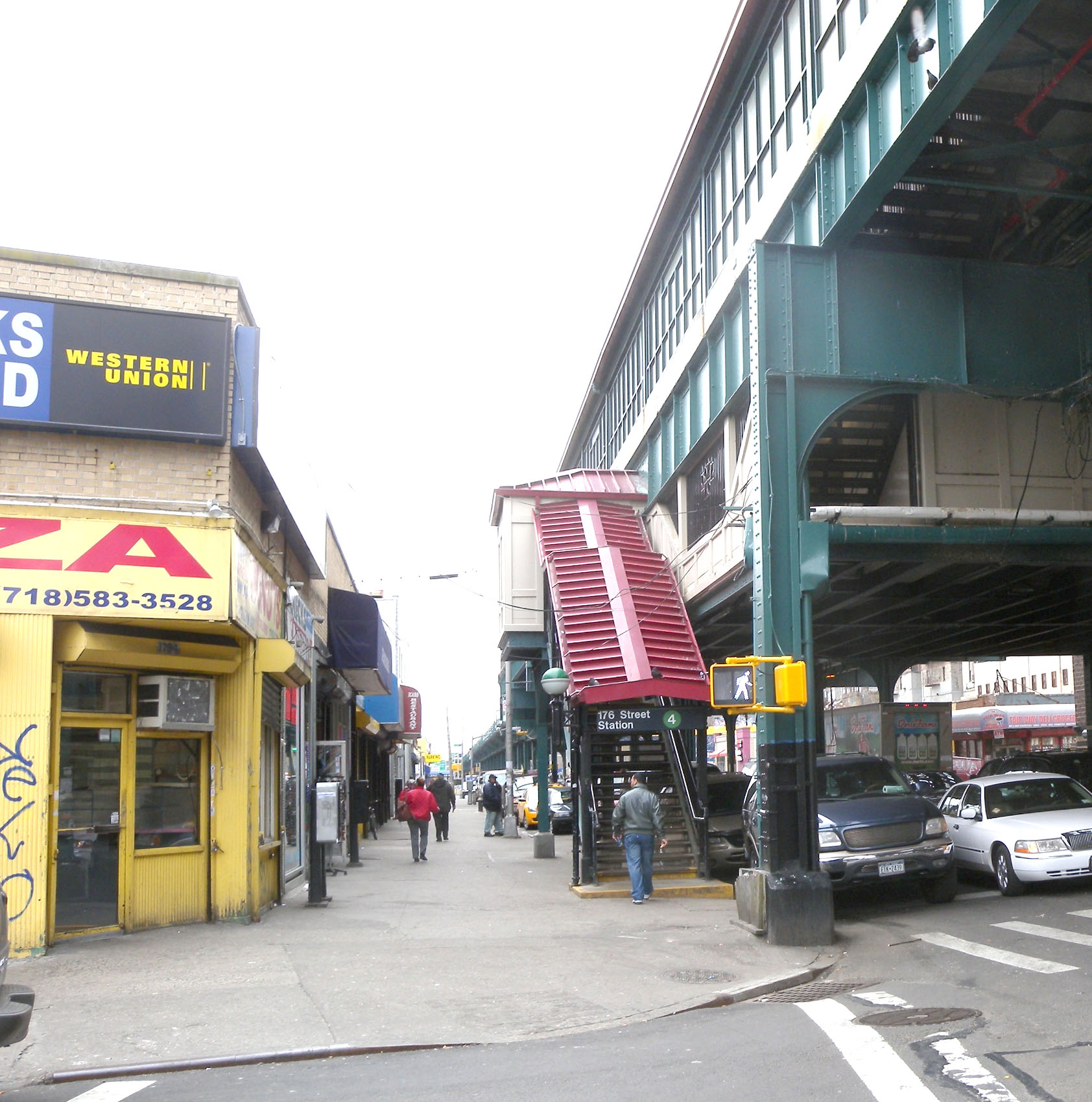
Станция с улицы